# Девятов, Максим Вадимович
Макси́м Вади́мович Девя́тов (28 марта 1987, Тихвин, Тихвинский район, Ленинградская область) — российский военнослужащий Вооружённых сил Российской Федерации, старший сержант, командир отделения 3-й отдельной гвардейской бригады специального назначения. Герой Российской Федерации (2023).

## Биография
Родился 28 марта 1987 года в Тихвине Ленинградской области в семье военнослужащего офицера. Учебные годы Девятова прошли в двух городах, в Череповце Волгогодской области и в городе Арсеньев Приморского края. В 2003 году окончил 9 классов средней школы.
В 2005 году Девятов был призван и проходил военную службу в 81-м гвардейском мотострелковом полку 27-й гвардейской мотострелковой дивизии в посёлке Кряж города Самары. В том же году, через восемь месяцев, Девятов подписал контракт с Министерством обороны Российской Федерации, после чего прослужил ещё пять лет в полку, а затем по своему желанию уволился в запас. С 2011 по 2013 год работал в охранном предприятии.
В 2013 году вновь поступил на службу по контракту в 3-ю отдельную гвардейскую Варшавско-Берлинскую Краснознамённую бригаду специального назначения Главного управления Генштаба города Тольятти Самарской области, а в 2014 году Девятов в составе бригады принимал участие в аннексии Крыма. Спустя некоторое время выезжал в боевую командировку в Сирию, где Россия с 2015 года проводит военную операцию против международных террористических формирований.
С 24 февраля 2022 года в составе своего подразделения принимал участие в российском вторжении на Украину. В 2023 году Девятову было присвоено звание Герой Российской Федерации.
19 августа 2024 года ВРИО губернатора (с 13 сентября 2024 года — губернатор) Самарской области Вячеслав Андреевич Федорищев назначил Девятова своим помощником по поддержке участников Спецоперации в Украине и членов их семей.

## Звания и награды
- Герой Российской Федерации (Указом Президента Российской Федерации («закрытым») от 30 ноября 2023 года за мужество и героизм, проявленные при исполнении воинского долга, гвардии старшему сержанту Девятову Максиму Вадимовичу присвоено звание Героя Российской Федерации с вручением знака особого отличия — медали «Золотая Звезда»)
- Орден Мужества
- Медаль Суворова
- «Медаль ордена «За заслуги перед Отечеством»» I степени
- «Медаль ордена «За заслуги перед Отечеством»» II степени
- Другие награды